# José María Sáez
José María Sáez (Trelew, provincia del Chubut, 22 de diciembre de 1925 - ibídem, 3 de septiembre de 2011) fue un político, dirigente deportivo y periodista argentino que se desempeñó como Senador Nacional por Chubut entre 1995 y 2001.

## Biografía
En 1962 se afilió a la Unión Cívica Radical (UCR). En su actividad partidaria, fue cofundador del Movimiento de Renovación y Cambio de la provincia del Chubut (liderado a nivel nacional por Raúl Alfonsín) y presidente del Comité Provincial de la UCR entre 1963-1965 y 1983-1985. También fue delegado del Comité Nacional y secretario de la Mesa Directiva del mismo partido.
En la actividad política, en 1963 se desempeñó como concejal en Trelew y entre 1964 y 1966 fue Secretario Legislativo de la Legislatura de la Provincia del Chubut. Entre 1983 y 1986 fue Ministro de Bienestar Social del gobierno de Atilio Oscar Viglione.
Además, se dedicó al periodismo fundando en 1975 el Diario El Chubut junto a Viglione y siendo su director durante varios años. En 2003 fundó un centro de kinesiología en la localidad de Río Mayo.
Entre 1958 y 1960 fue presidente del Club Social y Deportivo Huracán de Trelew y entre 1971 y 1983 también fue presidente de la Liga de Fútbol Valle del Chubut. En 2001 un torneo local de dicha liga llevó su nombre.
En cuanto a su vida personal, estaba casado y tenía tres hijos.
Falleció en septiembre de 2011 a los 85 años de edad luego de estar 40 días internado tras una descompensación. A modo de homenaje, en septiembre de 2015 la legislatura chubutense impuso el nombre de Sáez a la ruta provincial N° 7.